# Красный Кут
Кра́сный Кут — город (с 1966) в России, административный центр Краснокутского района Саратовской области. Красный Кут имеет несколько поселений-спутников: Норки (бывшая немецкая колония Розенфельд); Ахмат (основан крестьянами-старообрядцами); Лавровка (в прошлом населяемый в основном малороссиянами) и Верхний Еруслан (бывшая немецкая колония Лангенфельд).
Численность населения — 14 296 человек (2021).

## История
Участок  заволжской степи под номером XV при реке Еруслане был намежеван в 1838 году по распоряжению начальника межевания Саратовской губернии подполковника Тетеревятникова землемерами: старшим Стецевичем и младшим Мигановичем для поселения 750 мужских душ. Переселенцам было отмерено 11250 десятин пахотной земли и 3353 десятин 249 кв.саженей неудобной (то есть под пастбища и сенокос). Вскоре, в 1840–1843 годах, участок был заселен деревней Красным Кутом из 483 душ государственных крестьян Харьковской губернии (в том числе из слободы Мурафы Богодуховского уезда – 118 душ, из слободы Павловки того же уезда – 72 души), из Борисоглебского уезда Тамбовской губернии – 82 души и 7 душ Тамбовской губернии  записаны без указания селений.
В начале XX века Красный Кут стал крупным торговым пунктом с большим базаром, где закупалось в год до 2500 вагонов зерна. В селе было 2 православные церкви, частная прогимназия, ремесленное училище, 2 церковно-приходские школы, лютеранская школа и церковь. Действовало 5 банковских учреждений русского и международного банков, телеграфное отделение. Была земская больница, работала селекционная опытная сельхозстанция.
В первые послереволюционные годы решением местных органов власти село Красный Кут преобразовано в город. Декретом ВЦИК РСФСР от 24 августа 1925 года Красный Кут вновь преобразован в сельское поселение.
В период существования Республики Немцев Поволжья Красный Кут был центром Краснокутского кантона.
В 1924 году открыт зоотехникум. Согласно переписи населения 1926 года в Красном Куте проживало 7915 человек, из них немцев — 986 (12,5 %). В 1926 году в Красном Куте имелись кооперативная лавка, сельскохозяйственные кредитное и кооперативное товарищества, 2 сельскохозяйственные артели, 2 начальные и 2 средние школы, детдом, 2 библиотеки, полеводческий техникум, народный дом, музей, клуб, сельсовет. В 1931 году открыта электростанция, в 1929 году — яично-птичный комбинат, педучилище, в 1930 — машинно-тракторная мастерская, в 1923 году — ремонтная мастерская и мастерская.
4 декабря 1938 года село Красный Кут преобразовано в рабочий посёлок.
В сентябре 1941 года немецкое население было депортировано. После ликвидации АССР Немцев Поволжья город стал центром Краснокутского района Саратовской области. С сентября 1941 по июнь 1943 года в здании школы № 3 располагался военный госпиталь № 1315 (здание не сохранилось).
11 июля 1966 года Красный Кут получил статус города.

## Физико-географическая характеристика
Город расположен в Низком Заволжье, в пределах Сыртовой равнины, относящейся к Восточно-Европейской равнине, на правом берегу реки Еруслан (левый приток Волги), в 117 км к юго-востоку от Саратова. Рельеф — полого-увалистый.
Почвы каштановые солонцеватые и солончаковые.
В городе расположена узловая железнодорожная станция Приволжской железной дороги, на север идёт линия на станцию Урбах, на юг линия на Астрахань, на юго-восток линия на Александров Гай.
В городе при КЛУГА имеется аэропорт местных воздушных линий, однако несмотря на имеющийся статус ни пассажирских, ни грузовых перевозок не выполняется, аэродром используется только в учебных целях.
Климат
Климат умеренный континентальный (согласно классификации климатов Кёппена — Dfa). Среднегодовая температура воздуха положительная и составляет + 6,7 °C, многолетняя норма осадков — 392 мм. В течение года количество выпадающих осадков распределено относительно равномерно: наименьшее количество осадков выпадает в марте (21 мм), наибольшее — в июне (42 мм).
Часовой пояс
Красный Кут, как и вся Саратовская область, находится в часовой зоне МСК+1. Смещение применяемого времени относительно UTC составляет +4:00.

## Население
Динамика численности населения по годам:
| 1859 | 1883 | 1897 | 1910 | 1920 | 1923 | 1926 |
| ---- | ---- | ---- | ---- | ---- | ---- | ---- |
| 1415 | 1802 | 2942 | 3317 | 7627 | 7490 | 7915 |

| 1939    | 1959    | 1967    | 1970    | 1979    | 1989    | 1992    | 1996    | 1998    | 2000    |
| ------- | ------- | ------- | ------- | ------- | ------- | ------- | ------- | ------- | ------- |
| 12 716  | ↗14 805 | ↗15 000 | ↗17 087 | ↘16 822 | ↗17 384 | ↘17 100 | →17 100 | →17 100 | →17 100 |
| 2001    | 2002    | 2003    | 2005    | 2006    | 2007    | 2008    | 2009    | 2010    | 2011    |
| →17 100 | ↘15 334 | ↘15 300 | ↘15 100 | ↘14 900 | ↘14 700 | →14 700 | ↗14 744 | ↘14 416 | ↘14 382 |
| 2012    | 2013    | 2014    | 2015    | 2016    | 2017    | 2018    | 2019    | 2020    | 2021    |
| ↗14 431 | ↗14 451 | ↗14 460 | ↗14 619 | ↗14 773 | ↘14 718 | ↘14 483 | ↘14 385 | ↘14 130 | ↗14 296 |

На 1 января 2025 года по численности населения город находился на 815-м месте из 1124 городов Российской Федерации.
Национальный состав
| Народ      | 1926 год     | 1939 год       | 2010 год        |
| ---------- | ------------ | -------------- | --------------- |
| Русские    | н/д          | 7 187 (56,5 %) | 11 861 (82,7 %) |
| Казахи     | н/д          | 498 (3,9 %)    | 596 (4,2 %)     |
| Украинцы   | н/д          | 2 796 (22,0 %) | 381 (2,7 %)     |
| Татары     | н/д          | 241 (1,9 %)    | 341 (2,4 %)     |
| Армяне     | н/д          | 19             | 318             |
| Корейцы    | н/д          | -              | 177             |
| Немцы      | 986 (12,5 %) | 1 794 (14,1 %) | 117             |
| Эстонцы    | н/д          | 49 (0,4 %)     | -               |
| Другие     | н/д          | 134            | 546             |
| Не указали | н/д          | н/д            | 79              |
| Всего      | 7 915        | 12 716         | 14 416          |

## СМИ
Телевидение
Государственное ТВ:
- Первый Канал
- Россия 1 / ГТРК Саратов
- ТВЦ

Радио
Сейчас вещают:
- 100,0 Русское Радио (ООО «Стройфинторг»)
- 106,6 Радио Шансон (ООО «Стройфинторг»)

Пресса
В городе выходит газета «Краснокутские вести», которая является официальным органом администрации муниципального образования. Тираж печатного издания составляет 4972 экз., выходит два раза в неделю (вторник и суббота). Газета имеет свой сайт.

## Экономика
Промышленность
В городе расположены: арматурный завод, электромеханический завод, молокозавод, пищекомбинат, завод по переработке семян сорго, элеватор, птицекомбинат. В городе базируются несколько передвижных механизированных колон (ПМК). По состоянию на 1952 год имелись также маслодельно-сыроваренный завод, кирпичный завод (работал до 1990-х годов). В Краснокутском районе расположена селекционная станция «Красный Кут».
Из предприятий железнодорожного транспорта в городе имеются: подменный пункт локомотивов от локомотивного депо Ершов (ранее было самостоятельное паровозное депо), Краснокутская дистанция пути (ПЧ).
Торговля
В городе действуют такие торговые сети как «Пятёрочка», «Магнит», «Эльдорадо», «Флагман», «Эксперт», «Связной», «Рубль Бум» и т.д.

## Учебные заведения
В городе расположено Краснокутское лётное училище гражданской авиации, три общеобразовательные школы, один лицей-интернат РЖД № 5, филиал при СГАУ, профтехучилище, музыкальная школа.
3 сентября 1941 года Степан Анастасович Микоян окончил Качинскую военную авиационную школу пилотов, к тому времени эвакуированную в Красный Кут.

## Достопримечательности
- В городе имеется Свято-Троицкая церковь.
- 7 августа 1961 года близ Красного Кута приземлился спускаемый аппарат космического корабля Восток-2, пилотируемого летчиком-космонавтом Г. С. Титовым. На месте приземления установлен обелиск.
- Краснокутский краеведческий музей им. Г. С. Титова.

- Здание мельницы
- Доходный дом
- Жилой дом

## Известные уроженцы
- Сторожаков, Геннадий Иванович (1939—2016) — советский и российский терапевт и клиницист, академик РАН (2013; академик РАМН с 2005), лауреат премии Правительства Российской Федерации в области науки и техники (2002).
- Зимина, Юлия Александровна (р. 1981) — актриса театра и кино.
- Лившиц, Владимир Моисеевич (р. 1946) — писатель.
- Пузач, Анатолий Кириллович (1941—2006) — футболист.
- Харламов, Семён Ильич (1921—1990) — лётчик, Герой Советского Союза[41]
- Бикмурзин, Сергей Фёдорович (1946-2021) — журналист, писатель.